# Giả danh (phim truyền hình)
Giả danh (tiếng Hàn: 굿캐스팅; Romaja: Gutkaeseuting) là một bộ phim truyền hình Hàn Quốc năm 2020 với sự tham gia của các diễn viên Choi Kang-hee, Lee Sang-yeob, Lee Jun-young và Lee Jong-hyuk. Phim gồm 16 tập được phát sóng từ ngày 27 tháng 4 đến ngày 16 tháng 6 năm 2020 vào thứ hai và thứ ba hàng tuần trên SBS TV.

## Tóm tắt nội dung
Giả danh xoay quanh một nhóm nữ đặc vụ tài năng của Cơ quan Tình báo Quốc gia Hàn Quốc (NIS) được giao nhiệm vụ bí mật trong một vụ án liên quan đến tham nhũng và rò rỉ bí mật thương mại tại tập đoàn lớn nhất Hàn Quốc.

## Diễn viên

### Vai chính
- Choi Kang-hee vai Baek Chan-mi[5]

38 tuổi, là đặc vụ huyền thoại của NIS, trong một nhiệm vụ vào 3 năm trước, một cấp dưới của cô đã phải hy sinh và cô đã lỡ để sổng mục tiêu của mình, sau đó cô bị cách chức và chuyển qua làm việc trong Đội An ninh mạng của NIS → Cải trang thành thư ký tại văn phòng CEO của Il Kwang Hitech với thân phận Baek Jang-mi. 
- Yoo In-young vai Im Ye-eun[6]

28 tuổi, đặc vụ làm việc tại bộ phận Hỗ trợ Hiện trường của nhóm An ninh Công nghiệp thuộc NIS → Cải trang thành nhân viên thực tập tại Đội lập kế hoạch quảng cáo của Il Kwang Hitech với thân phận Im Jung-eun.
- Kim Ji-young vai Hwang Mi-soon[7]

48 tuổi, đặc vụ tại Đội phản ứng chống khủng bố quốc tế của NIS → Cải trang thành nhân viên của dịch vụ dọn dẹp tại Il Kwang Hitech với thân phận Gi Mi-sun.
- Lee Sang-yeob vai Yoon Seok-ho

35 tuổi, CEO của Il Kwang Hitech
- Lee Jun-young vai Kang Woo-won

29 tuổi, là người mẫu kiêm diễn viên, người đại diện quảng cáo nồi cơm điện cho Il Kwang Hitech
- Lee Jong-hyuk as Dong Kwan-soo

43 tuổi, là Chỉ huy trưởng của nhóm An ninh Công nghiệp 3 thuộc NIS

### Vai phụ

#### Cơ quan Tình báo Quốc gia Hàn Quốc (NIS)
- Jung In-gi vai Seo Gook-hwan, Giám đốc Bộ phận An ninh Công nghiệp khu vực nội địa.
- Park Kyung-soon vai Bae Moo-hyuk, nhân viên thực tập của NIS, phụ trách công tác hỗ trợ các đặc vụ.
- Hwang Bo-mi vai Gan Tae-hee, đặc vụ của NIS.
- Kim Jin-ho vai Geum Dong-seok, Phó giám đốc NIS.

#### Il Kwang Hitech
- Woo Hyun vai Myung Gye-chul, giám đốc, là một nhà nghiên cứu, ông đã nhiều lần được đề bạt lên vị trí CEO.[10]
- Lee Sang-hoon vai Tak Sang-gi, Trưởng phòng Kế hoạch và Phát triển, là cánh tay phải đảm đương mọi công việc bẩn thỉu của Myung Gye-chul.
- Kim Yong-hee vai Ok Chul / Micheal, Trưởng phòng nghiên cứu.
- Heo Jae-ho vai Byun Woo-seok, Trợ lý Tổng giám đốc Yoon Seok-ho.
- Han Soo-jin vai Thư ký Goo, cựu Thư ký Trụ sở Kế hoạch và Phát triển.
- Jo Young-hoon vai Seol Young-hoon, nhà nghiên cứu.
- Kim Kyung-sook vai Park Kyung-sook, Trưởng nhóm PR của Il Kwang Hitech.
- Nam Sung-jin vai Quản lý vệ sinh (cameo).
- Jin Soo-hyun vai Hyo-jin, cấp trên của Im Ye-eun.
- Park Si-hyun vai nhân viên.

#### Các nhân vật khác
- Cha Soo-yeon vai Shim Hwa-ran, vợ cũ của Yoon Seok-ho.
- Jang Nam-yeol vai Wang Kai.
- Hak Seon vai M, thuộc hạ của Wang Kai.
- Lee Seung-hyung vai Nam Bong-man, nhân viên văn phòng, chồng của Hwang Mi-soon, cha của Nam Joo-yeon.
- Kim Bo-yoon vai Nam Joo-yeon, nữ sinh trung học, con gái Hwang Mi-soon, fan của Kang Woo-won.
- Bae Jin-woong vai Pi Cheol-woong, quản lí của Kang Woo-won.
- Sung Hyuk vai Kwon Min-seok, chồng đã mất của Im Ye-eun, cha của Kwon So-hee.
- Noh Ha-yeon vai Kwon So-hee, con gái của Im Ye-eun và Kwon Min-seok
- Anastasiia Sokolova vai Barbara Massallitinova, tù nhân, gián điệp người Nga.
- Yoon Sa-bong vai Quản ngục.
- Jeong Jong-woo
- Song Min-Jae
- Ahn Soo-Bin

## Quá trình sản xuất
Tên ban đầu của bộ truyện là Miscasting (tiếng Hàn: 미스캐스팅; Romaja: Miseukaeseuting). Tuy nhiên tên này không phù hợp vì bộ phim được thực hiện bởi các diễn viên giỏi nên đạo diễn Choi Young-hoon đã đổi thành thành Good Casting.
Quá trình quay phim kết thúc vào ngày 7 tháng 2 năm 2020.
Nội dung phim là hư cấu và không liên quan đến thực tế.
Bộ phim đã nhận được "khuyến nghị" từ Ủy ban phát thanh truyền hình Hàn Quốc về việc đăng nội dung có thể gây tổn hại đến danh tiếng của một nghề cụ thể.

## Nhạc phim

### Part 1
| Phát hành ngày 4 tháng 5 năm 2020 | Phát hành ngày 4 tháng 5 năm 2020 | Phát hành ngày 4 tháng 5 năm 2020 | Phát hành ngày 4 tháng 5 năm 2020    | Phát hành ngày 4 tháng 5 năm 2020 | Phát hành ngày 4 tháng 5 năm 2020 |
| STT                               | Nhan đề                           | Phổ lời                           | Phổ nhạc                             | Nghệ sĩ                           | Thời lượng                        |
| --------------------------------- | --------------------------------- | --------------------------------- | ------------------------------------ | --------------------------------- | --------------------------------- |
| 1.                                | "Feel It!"                        | Kim Min-jae Yoon Kyung-won        | Kim Chang-rak Kim Soo-bin Cho Se-hee | Cheetah                           | 2:39                              |
| 2.                                | "Feel It!" (Inst.)                |                                   | Kim Chang-rak Kim Soo-bin Cho Se-hee |                                   | 2:39                              |
| Tổng thời lượng:                  | Tổng thời lượng:                  | Tổng thời lượng:                  | Tổng thời lượng:                     | Tổng thời lượng:                  | 5:18                              |

### Part 2
| Phát hành ngày 11 tháng 5 năm 2020 | Phát hành ngày 11 tháng 5 năm 2020 | Phát hành ngày 11 tháng 5 năm 2020 | Phát hành ngày 11 tháng 5 năm 2020 | Phát hành ngày 11 tháng 5 năm 2020 | Phát hành ngày 11 tháng 5 năm 2020 |
| STT                                | Nhan đề                            | Phổ lời                            | Phổ nhạc                           | Nghệ sĩ                            | Thời lượng                         |
| ---------------------------------- | ---------------------------------- | ---------------------------------- | ---------------------------------- | ---------------------------------- | ---------------------------------- |
| 1.                                 | "The Day" (그날)                   | Zigzag Note Moonc                  | Zigzag Note Moon Sang-sun          | Lee Min-hyuk                       | 4:34                               |
| 2.                                 | "The Day" (Inst.)                  |                                    | Zigzag Note Moon Sang-sun          |                                    | 4:34                               |
| Tổng thời lượng:                   | Tổng thời lượng:                   | Tổng thời lượng:                   | Tổng thời lượng:                   | Tổng thời lượng:                   | 9:08                               |

### Part 3
| Phát hành ngày 18 tháng 5 năm 2020 | Phát hành ngày 18 tháng 5 năm 2020 | Phát hành ngày 18 tháng 5 năm 2020 | Phát hành ngày 18 tháng 5 năm 2020 | Phát hành ngày 18 tháng 5 năm 2020 | Phát hành ngày 18 tháng 5 năm 2020 |
| STT                                | Nhan đề                            | Phổ lời                            | Phổ nhạc                           | Nghệ sĩ                            | Thời lượng                         |
| ---------------------------------- | ---------------------------------- | ---------------------------------- | ---------------------------------- | ---------------------------------- | ---------------------------------- |
| 1.                                 | "Let's Make Love" (사랑하자)       | Major League                       | Major League                       | Lee Joon-young Soyeon ( Laboum )   | 3:45                               |
| 2.                                 | "Let's Make Love" (Inst.)          |                                    | Major League                       |                                    | 3:45                               |
| Tổng thời lượng:                   | Tổng thời lượng:                   | Tổng thời lượng:                   | Tổng thời lượng:                   | Tổng thời lượng:                   | 7:30                               |

### Part 4
| Phát hành ngày 25 tháng 5 năm 2020 | Phát hành ngày 25 tháng 5 năm 2020 | Phát hành ngày 25 tháng 5 năm 2020 | Phát hành ngày 25 tháng 5 năm 2020 | Phát hành ngày 25 tháng 5 năm 2020 | Phát hành ngày 25 tháng 5 năm 2020 |
| STT                                | Nhan đề                            | Phổ lời                            | Phổ nhạc                           | Nghệ sĩ                            | Thời lượng                         |
| ---------------------------------- | ---------------------------------- | ---------------------------------- | ---------------------------------- | ---------------------------------- | ---------------------------------- |
| 1.                                 | "Red Bag" (빨간 책가방)            | Park Ji-ha Choi Young-hoon         | Jin Ha-di                          | Lee Sang-yeob                      | 2:49                               |
| 2.                                 | "Red Bag" (Inst.)                  |                                    | Jin Ha-di                          |                                    | 2:49                               |
| Tổng thời lượng:                   | Tổng thời lượng:                   | Tổng thời lượng:                   | Tổng thời lượng:                   | Tổng thời lượng:                   | 5:38                               |

### Part 5
| Phát hành ngày 15 tháng 6 năm 2020 | Phát hành ngày 15 tháng 6 năm 2020 | Phát hành ngày 15 tháng 6 năm 2020 | Phát hành ngày 15 tháng 6 năm 2020 | Phát hành ngày 15 tháng 6 năm 2020 | Phát hành ngày 15 tháng 6 năm 2020 |
| STT                                | Nhan đề                            | Phổ lời                            | Phổ nhạc                           | Nghệ sĩ                            | Thời lượng                         |
| ---------------------------------- | ---------------------------------- | ---------------------------------- | ---------------------------------- | ---------------------------------- | ---------------------------------- |
| 1.                                 | "Maybe Love"                       | ZigZag Note Lee Shin-sung          | ZigZag Note Kim Sun-woong          | Lee Shin-sung                      | 3:31                               |
| 2.                                 | "Maybe Love" (Inst.)               |                                    | ZigZag Note Kim Sun-woong          |                                    | 3:31                               |
| Tổng thời lượng:                   | Tổng thời lượng:                   | Tổng thời lượng:                   | Tổng thời lượng:                   | Tổng thời lượng:                   | 7:03                               |

## Lượng người xem
| Mùa | Mùa | Số tập | Số tập | Số tập | Số tập | Số tập | Số tập | Số tập | Số tập | Số tập | Số tập | Số tập | Số tập | Số tập | Số tập | Số tập | Số tập | Trung bình |
| Mùa | Mùa | 1      | 2      | 3      | 4      | 5      | 6      | 7      | 8      | 9      | 10     | 11     | 12     | 13     | 14     | 15     | 16     | Trung bình |
| --- | --- | ------ | ------ | ------ | ------ | ------ | ------ | ------ | ------ | ------ | ------ | ------ | ------ | ------ | ------ | ------ | ------ | ---------- |
|     | 1   | 2.183  | 1.986  | 1.780  | 2.186  | 1.993  | 1.746  | 1.660  | 1.648  | 1.515  | 1.606  | 1.529  | 1.505  | 1.585  | 1.615  | 1.566  | 1.782  | 1.743      |

| Tập | Phần       | Ngày phát sóng           | Tỷ lệ khán giả trung bình | Tỷ lệ khán giả trung bình | Tỷ lệ khán giả trung bình |
| Tập | Phần       | Ngày phát sóng           | AGB Nielsen               | AGB Nielsen               | TNmS                      |
| Tập | Phần       | Ngày phát sóng           | Toàn quốc (Hàn Quốc)      | Seoul                     | Toàn quốc (Hàn Quốc)      |
| --- | ---------- | ------------------------ | ------------------------- | ------------------------- | ------------------------- |
| 1 | 1          | Ngày 27 tháng 4 năm 2020 | 9.5% (7th)                | 10.5% (5th)               | 8.5% (11th)               |
| 1 | 2          | Ngày 27 tháng 4 năm 2020 | 12.3% (4th)               | 13.2% (3rd)               | 9.5% (8th)                |
| 2 | 1          | Ngày 28 tháng 4 năm 2020 | 9.8% (5th)                | 10.9% (5th)               | 9.5% (8th)                |
| 2 | 2          | Ngày 28 tháng 4 năm 2020 | 10.8% (4th)               | 11.8% (4th)               | 9.8% (7th)                |
| 3 | 1          | Ngày 4 tháng 5 năm 2020  | 8.5% (8th)                | 9.4% (5th)                | 7.7% (11th)               |
| 3 | 2          | Ngày 4 tháng 5 năm 2020  | 9.8% (5th)                | 10.8% (4th)               | 9.2% (7th)                |
| 4 | 1          | Ngày 5 tháng 5 năm 2020  | 8.7% (8th)                | 9.9% (6th)                | 8.7% (9th)                |
| 4 | 2          | Ngày 5 tháng 5 năm 2020  | 11.1% (5th)               | 12.8% (3rd)               | 10.5% (6th)               |
| 5 | 1          | Ngày 11 tháng 5 năm 2020 | 8.6% (7th)                | 9.3% (5th)                | 7.9% (10th)               |
| 5 | 2          | Ngày 11 tháng 5 năm 2020 | 10.3% (4th)               | 11.1% (4th)               | 9.3% (8th)                |
| 6 | 1          | Ngày 12 tháng 5 năm 2020 | 8.4% (7th)                | 9.2% (5th)                | 8.5% (10th)               |
| 6 | 2          | Ngày 12 tháng 5 năm 2020 | 9.2% (5th)                | 10.0% (4th)               | 9.3% (6th)                |
| 7 | 1          | Ngày 18 tháng 5 năm 2020 | 7.6% (11th)               | 8.3% (8th)                | 7.8% (11th)               |
| 7 | 2          | Ngày 18 tháng 5 năm 2020 | 9.1% (5th)                | 9.9% (4th)                | 9.1% (8th)                |
| 8 | 1          | Ngày 19 tháng 5 năm 2020 | 7.4% (9th)                | 8.8% (7th)                | 7.5% (10th)               |
| 8 | 2          | Ngày 19 tháng 5 năm 2020 | 8.5% (6th)                | 10.0% (5th)               | 8.6% (9th)                |
| 9 | 1          | Ngày 25 tháng 5 năm 2020 | 6.9% (9th)                | 7.5% (9th)                | 6.7% (13th)               |
| 9 | 2          | Ngày 25 tháng 5 năm 2020 | 8.5% (7th)                | 9.4% (6th)                | 8.2% (8th)                |
| 10 | 1          | Ngày 26 tháng 5 năm 2020 | 7.1% (7th)                | 7.6% (6th)                | 7.0% (12th)               |
| 10 | 2          | Ngày 26 tháng 5 năm 2020 | 8.7% (5th)                | 9.4% (4th)                | 8.2% (7th)                |
| 11 | 1          | Ngày 1 tháng 6 năm 2020  | 6.5% (13th)               | 6.9% (11th)               | 6.8% (11th)               |
| 11 | 2          | Ngày 1 tháng 6 năm 2020  | 8.0% (6th)                | 8.2% (6th)                | 7.7% (9th)                |
| 12 | 1          | Ngày 2 tháng 6 năm 2020  | 7.1% (9th)                | 7.8% (7th)                | 6.6% (10th)               |
| 12 | 2          | Ngày 2 tháng 6 năm 2020  | 8.3% (5th)                | 9.0% (5th)                | 7.9% (7th)                |
| 13 | 1          | Ngày 8 tháng 6 năm 2020  | 6.1% (12th)               | 6.8% (8th)                | 5.7% (13th)               |
| 13 | 2          | Ngày 8 tháng 6 năm 2020  | 8.4% (6th)                | 9.4% (5th)                | 7.8% (7th)                |
| 14 | 1          | Ngày 9 tháng 6 năm 2020  | 6.7% (8th)                | 7.3% (7th)                | 6.1% (12th)               |
| 14 | 2          | Ngày 9 tháng 6 năm 2020  | 8.5% (6th)                | 9.3% (5th)                | 7.9% (8th)                |
| 15 | 1          | Ngày 15 tháng 6 năm 2020 | 6.6% (8th)                | 7.3% (8th)                | 6.3% (12th)               |
| 15 | 2          | Ngày 15 tháng 6 năm 2020 | 8.1% (7th)                | 8.9% (6th)                | 7.6% (9th)                |
| 16 | 1          | Ngày 16 tháng 6 năm 2020 | 7.9% (6th)                | 8.6% (6th)                | 6.5% (12th)               |
| 16 | 2          | Ngày 16 tháng 6 năm 2020 | 9.8% (4th)                | 11.0% (3rd)               | 8.2% (7th)                |
| Trung bình                                                                                                  | Trung bình | Trung bình               | 8.5%                      | 9.4%                      | 8.0%                      |
| - Trong bảng trên, các số màu xanh thể hiện xếp hạng thấp nhất và các số màu đỏ thể hiện xếp hạng cao nhất. |            |                          |                           |                           |                           |

## Đề cử và giải thưởng
| Năm  | Giải thưởng                           | Hạng mục                                                         | Diễn viên     | Kết quả   | Ghi chú |
| ---- | ------------------------------------- | ---------------------------------------------------------------- | ------------- | --------- | ------- |
| 2020 | Giải thưởng phim truyền hình SBS 2020 | Nam diễn viên xuất sắc nhất thể loại phim ít tập/phim hành động  | Lee Sang-yeob | Đề cử     | [ 18 ]  |
| 2020 | Giải thưởng phim truyền hình SBS 2020 | Nữ diễn viên xuất sắc nhất thể loại phim ít tập / phim hành động | Choi Kang-hee | Đề cử     | [ 18 ]  |
| 2020 | Giải thưởng phim truyền hình SBS 2020 | Nữ diễn viên xuất sắc thể loại phim ít tập / phim hành động      | Lee Jong-hyuk | Đề cử     | [ 18 ]  |
| 2020 | Giải thưởng phim truyền hình SBS 2020 | Nữ diễn viên xuất sắc thể loại phim ít tập / phim hành động      | Kim Ji-young  | Đề cử     | [ 18 ]  |
| 2020 | Giải thưởng phim truyền hình SBS 2020 | Nữ Nhân vật xuất sắc nhất                                        | Choi Kang-hee | Đoạt giải | [ 18 ]  |
| 2020 | Giải thưởng phim truyền hình SBS 2020 | Nam diễn viên mới xuất sắc                                       | Lee Jun-young | Đề cử     | [ 18 ]  |